# Cullinan (Południowa Afryka)
Cullinan – miasto w Republice Południowej Afryki, w prowincji Mpumalanga.
W założonym na początku XX wieku mieście żyje 8693 ludzi. 25 czerwca 1905 odkryto tu największy na świecie diament, nazwany Cullinan. Miasto jest związane z wydobyciem diamentów.